# メタガールズ
メタガールズは、暗号資産、GameFi、メタバースなどをテーマに活動するプロジェクト。2022年から活動開始。

## 概要
天川そら、広瀬なるみ、桜もこ、七瀬アリスが参加し結成。キャンペーンガール、アイドルモデル的な活動を行った。活動当初は、天川そらがメインに活動し、2022年5月、「元素騎士Online」に挑戦する。9月には、「cluster」のワールドに訪れ、オリジナルのアバターで、ナイトプールや納涼祭のイベントに参加。12月10日に開催された、NFTイベント「超BOUNENKAI3.0」に参加。初めてのオフラインイベントで、活動内容を紹介。2023年より百合園みおりが参加。
2023年1月18日、ラフォーレ原宿にある「BE AT TOKYO」にて、初となるリアルイベントが開催。メンバーの事務所移籍などもあり、同年5月のTEAMZ WEB3 SUMMITへの参加以降は表立った活動は見られない。

## メンバー
それぞれ結成時はオールグループ（オールプロ、アローズ）所属だった。
- 天川そら（あまかわ そら、1998年10月10日）は、日本のAV女優。
- 広瀬なるみ（ひろせ なるみ、1999年3月23日 - ）は、日本のAV女優。
- 桜もこ（さくら もこ、1991年3月19日 - ）は、日本のアイドル、AV女優。
- 七瀬アリス（ななせ ありす、1997年2月25日 - ）は、日本のAV女優。
- 百合園みおり（ゆりぞの みおり、1997年9月7日）は、日本のAV女優。